# Kévin Zougoula
Kévin Zougoula est un footballeur professionnel ivoirien né le 20 avril 1988,,. Zougoula a été le meilleur buteur de la Ligue 1 de Côte d'Ivoire en 2011 et 2012.

## Carrière

### Début de carrière
Le premier club de Zougoula était le Centre de formation Sylla et Frères d'Adjamé. Il a rejoint ensuite Sabé Sports de Bouna, qui évoluait en première division ivoirienne. En 2007, il s'est engagé avec l'AS AGIR de Guibéroua, un club de ligue inférieure.

### Guibéroua
À l'AS AGIR de Guibéroua, Zougoula avec son équipe remportent la compétition et il devient deux fois meilleur buteur de Ligue 2.

### Ouragahio
En 2010, Ouragahio le recrute et il marque 14 buts puis termine meilleur buteur de 2e division.

### Séwé Sports
En 2011, le président Eugène-Marie Diomandé le fait venir à Séwé Sports de San Pédro. Dès sa première saison, il inscrit 11 buts, décroche le titre de meilleur buteur de l’année et offre au club son tout premier sacre en Ligue 1 ivoirienne.
Le 16 juillet 2011, lors de la 7e journée de la saison 2010 de Ligue 1 au Stade de Yamoussoukro, Zougoula inscrit son premier but, scellant le score sur un 1–1 face à la Société Omnisports de l’Armée. Le 12 mars 2012, lors de la seizième journée de Ligue 1, il a marqué le premier but d'une victoire 2-0 contre l'ASEC Mimosas au stade Robert Champroux de Marcory,. Le 27 juillet 2012, lors de la demi-finale de la Coupe de Côte d'Ivoire de football 2012 de Séwé avec la Société Omnisports de l'Armée, Zougoula a marqué le dernier but de Séwé dans une victoire 3-1 pour les envoyer en finale contre le Stella Club d'Adjamé. Lors de cette finale, ils ont perdu contre le Stella Club d'Adjamé 1-0. Le 31 octobre 2012, Zougoula a marqué le troisième but de Séwé lors d'une victoire 4-0 contre le Stella Club d'Adjamé pour remporter leur première Supercoupe de Côte d'Ivoire. Le 19 août 2012, lors de la septième journée, il a marqué le seul but contre l'AFAD en utilisant sa tête pour traverser le filet du gardien de l'AFAD Clovis Tahourou.
En octobre 2012, après la saison 2012 de Ligue 1, il a marqué 13 buts et est également devenu le meilleur buteur de la Ligue 1. Cette année-là, il remporte également le Ballon d'Or du football ivoirien et le titre de meilleur attaquant de Ligue 1,. Le 16 mars 2013, Zougoula a marqué le troisième but contre Al-Hilal lors du premier tour de qualification de la Ligue des champions de la CAF,.

### Dinamo Bucarest
Le 28 août 2013, le Dinamo Bucarest a confirmé l'arrivée de l'Ivoirien Zougoula en provenance du Séwé Sport pour un contrat de 3 ans.
Le 7 septembre 2013, Zougoula a fait ses débuts pour le Dinamo lors d'un match amical contre le Shakhtar Donetsk. Le 9 septembre 2013, Zougoula a fait une autre apparition pour le Dinamo lors d'un autre match amical contre Concordia Chiajna et a marqué lors d'une victoire 3-2.
Son premier match officiel pour le Dinamo a été joué en Cupa României, contre Sănătatea Cluj . Zougoula a marqué deux fois dans ce match.
Il a fait ses débuts en Liga I le 20 octobre 2013, lorsqu'il est apparu comme remplaçant lors d'un match contre Astra Giurgiu.
Fin 2013, il a mis fin mutuellement à son contrat avec le Dinamo.
En 2012, pour Sewe Sports, Zougoula a marqué 12 buts en 20 matchs. Il a également marqué 5 buts en 4 matchs de la Ligue des champions africaine. Il a été largement considéré comme l'un des meilleurs attaquants ivoiriens et pourtant les statistiques ne sont toujours pas connues, il a marqué de nombreux buts.

## Carrière internationale
En février 2011, il a joué pour l'équipe de Côte d'Ivoire A' ou de Côte d'Ivoire B au Championnat d'Afrique des Nations 2011 au Soudan. La Côte d'Ivoire B a été éliminée dès la phase de groupes du tournoi et Zougoula n'a pas marqué.

### Buts internationaux
Les scores et les résultats indiquent en premier le total des buts de la Côte d'Ivoire..
| Non | Date            | Lieu                                           | Adversaire | Score | Résultat | Concours                                                      |
| --- | --------------- | ---------------------------------------------- | ---------- | ----- | -------- | ------------------------------------------------------------- |
| 1.  | 27 juillet 2013 | Stade Robert Champroux, Abidjan, Côte d'Ivoire | Nigeria    | 1 –0  | 2–0      | Qualifications pour le Championnat d'Afrique des Nations 2014 |
| 2.  | 27 juillet 2013 | Stade Robert Champroux, Abidjan, Côte d'Ivoire | Nigeria    | 2 –0  | 2–0      | Qualifications pour le Championnat d'Afrique des Nations 2014 |

## Vie personnelle
Zougoula a déclaré que l'Olympique de Marseille de France a toujours été son club préféré et qu'il espère jouer dans ce club un jour.

## Distinctions

### Distinctions collectives
Séwé Sports
- Ligue 1 : (3)

2012, 2013, 2014
- Coupe Houphouët-Boigny : (1)

2012

### Distinctions individuelles
Ouragahio
- Ligue 2 Meilleur buteur :[20]

2010
Séwé Sports
- Ligue 1 Meilleur buteur :[20]

2011, 2012, 2013
- Ballon d'Or de la Fédération Ivoirienne de Football : (1)

2012

## Liens
- Ressources relatives au sport :   - FBref
  - FootballDatabase
  - Leballonrond
  - National Football Teams
  - Transfermarkt
- Dinamo București Profile
- Ivorian Football Federation